# Acquajoss
Aqua Josh è un parco acquatico italiano situato a Conselice, in provincia di Ravenna, con una superficie di 40.000 mq.

## Storia
Il parco venne inaugurato a Conselice il 6 luglio 1991, da gestori locali. Nei suoi primi anni di attività la struttura venne presentata come acquapark di giorno e discoteca di sera, con musica e spettacoli fino a tarda notte, tuttavia in seguito, a causa di alcune lamentele manifestate dagli abitanti nei dintorni, le aperture serali vennero eliminate.
Nel 2015 il parco raggiunse il record di visitatori toccando i 105.000 visitatori annui. Nel 2019 il parco passò sotto mano della proprietà messicana The Dolphin Company, che in Italia possiede anche il parco tematico Zoomarine Roma e il parco acquatico Aquafelix di Civitavecchia. Nel 2021 il parco si trova a protestare l'11 maggio in piazza del popolo a Roma, contro la riapertura dei parchi divertimento fissata per il 1 luglio a causa della pandemia da Covid-19. Nello stesso anno il parco arriva a festeggiare il 30º anno di attività, inaugurando il nuovo maxi scivolo Boomerang, tra i più veloci in Italia, in grado di raggiungere i 70 km/h. Nel 2023, in seguito all'alluvione subita a maggio dalla regione Emilia-Romagna, l'apertura inizialmente fissata per il 2 giugno, venne posticipata più volte fino al 17 giugno. A causa dell'alluvione la maggior parte degli impianti elettrici ed acquatici subirono danni, molti dei quali furono ripristinati nel corso della stagione, tuttavia il parco tornò ad essere completamente operativo verso la fine del mese di giugno.
Nel 2024 il parco inaugura Oceania, un nuovo playground acquatico e annuncia Speed Castle, un nuovo scivolo acquatico la cui apertura è prevista nel 2025.

## Attrazioni
- "Onda California (1991)": Piscina di 4.000mq. con onde artificiali che vengono attivate più volte al giorno, dispone di un palcoscenico per djset, animazione ed eventi.
- "Boomerang (2021)": Scivolo acquatico, con un'altezza di 12 metri e una velocità massima di 70 km/h.
- "Colline Scivolose (1991)": Serie di scivoli acquatici da percorrere col gommone.
- "Kamikazze Grande (1991)": Scivolo acquatico con discesa in picchiata.
- "Kamikazze Taipan (1991)": Scivolo acquatico tra le colline da percorrere col gommone.
- "Kamikazze Vortex (1991)": Scivolo acquatico a spirale.
- "Kamikazze Anaconda (1991)": Scivolo acquatico a spirale.
- "IdroJoss (1991)": Struttura composta da 3 vasche con getti idromassaggio e fontane.
- "Blue Lagoon (1991 e 2022)": Area composta da una piscina nuoto e una piscina per bambini con un playground acquatico.
- "River Ammazzonia (1991)": Fiume lento che fa il giro del parco, con cascate d'acqua.
- "Area VIP Oro (2022)": Area relax a pagamento con sdraio, materassini, amache, e servizi extra inclusi.
- "Snack Thaiti (1991)": Bar principale con area pic-nic.
- "Oceania (2024)": Playground acquatico.
- "Speed Castle (2025)": Scivolo acquatico.

## Mascotte
La mascotte del parco è Drillo il Coccodrillo, un simpatico coccodrillo verde con costume ed occhiali da sole. Drillo non ha mai avuto vita propria, ma è solo raffigurato in grafiche ed insegne.